# Västermyrriset

Västermyrriset är en liten by på Stöttingfjället i Lycksele kommun. Gammal vägknut vid militärvägen och vägen Lycksele - Fredrika - Örnsköldsvik.